# San Marino régenskapitányainak listája 1243–1500
San Marino régenskapitányainak (Capitani Reggenti) listája 1243 és 1500 között (a korai évekből nagyon hiányos információ áll rendelkezésre)
| Év   | Szemeszter | Régenskapitány                                             | Régenskapitány                                                        |
| ---- | ---------- | ---------------------------------------------------------- | --------------------------------------------------------------------- |
| 1243 | október    | Oddone Scarito                                             | Filippo da Sterpeto                                                   |
| 1253 | április    | Oddone Scarito                                             | Andrea Superchj                                                       |
| 1254 | április    | Taddeo di Giovani Ardelj                                   |                                                                       |
| 1286 | április    | Ugolino Baracone                                           |                                                                       |
| 1302 | április    | Giovanni di Causetta Giannini                              |                                                                       |
| 1303 | április    | Arimino Baracone                                           | Simone da Sterpeto                                                    |
| 1321 | április    | Venturuccio di Giannuccio                                  |                                                                       |
| 1323 | április    | Giovanni di Causetta Giannini                              | Ugolino Fornaro                                                       |
| 1325 |            | Ser Bonanni Notaio                                         | Mule Acatolli di Piandavello                                          |
| 1331 | április    | Ugucciolo da Valdragone                                    |                                                                       |
| 1336 |            | Venturuzzo di Franceschino                                 | Muzolo da Bauti                                                       |
| 1337 | október    | Bentivegna da Valle                                        | Foschino di Novello                                                   |
| 1338 | október    | Denaro Madroni                                             | Fosco Raffanelli                                                      |
| 1339 | április    | Ricevuto                                                   | Gioagnolo di Acaptolo                                                 |
| 1341 | április    | Bentivegna                                                 | Zanutino                                                              |
| 1342 | október    | Ricevuto di Ughetto                                        | Foschino di Filipuccio                                                |
| 1343 |            | Franzolino di Chillo                                       | Cecco di Chillo                                                       |
| 1347 |            | Foschino Calcigni                                          |                                                                       |
| 1351 | április    | Francesco Pistorj                                          | Ciapetta di Novello                                                   |
| 1353 | április    | Giovanni di Guiduccio                                      | Nino di Simonino                                                      |
| 1356 | április    | Gioagnolo di Acaptolo                                      | Paolo di Ceccolo                                                      |
| 1357 |            | Giovanni di Guiduccio                                      | Foschino Calcigni                                                     |
| 1357 |            | Giovanni di Bianco                                         |                                                                       |
| 1359 | október    | Giovanni di Guiduccio                                      | Corbello di Vita                                                      |
| 1360 |            | Ciapetta di Novello                                        | Nino di Simonino                                                      |
| 1360 |            | Foschino Calcigni                                          | Giovanni di Bianco                                                    |
| 1362 | október    | Guidino di Giovanni                                        | Giovanni di Guiduccio                                                 |
| 1363 | április    | Giovanni di Bianco                                         | Nino di Simonino                                                      |
| 1364 |            | Guidino di Giovanni                                        | Cecco di Chillo                                                       |
| 1364 |            | Foschino Calcigni                                          | Corbello Giannini                                                     |
| 1365 | október    | Gioagnolo di Acaptolo                                      | Ugolino di Giovanni Vanioli                                           |
| 1366 | április    | Nicolino di Ariminuccio                                    | Vanne di Nomaiolo                                                     |
| 1366 | október    | Bartolino di Giovanni di Bianco                            | Nino di Simonino                                                      |
| 1367 | április    | Guidino di Giovanni                                        | Paolo di Ceccolo                                                      |
| 1367 | október    | Gioagnolo di Ugolinuccio                                   | Ghino Fabbro                                                          |
| 1368 | április    | Muciolino di Ciolo                                         | Giovanni di Riguccio                                                  |
| 1368 | október    | Mr. E.                                                     | Ugolino di Giovanni Vanioli                                           |
| 1369 | április    | Mignone Bauto                                              | Lunardino di Bernardo Fabbro                                          |
| 1369 | október    | Gioagnolo di Ugolinuccio                                   | Giovanni di Riguccio                                                  |
| 1370 | április    | Ciappetta di Novello                                       | Ugolino di Giovanni                                                   |
| 1370 | október    | Guidino di Giovanni                                        | Paolo di Ceccolo                                                      |
| 1371 | április    | Nino di Simonino                                           | Maxio di Tonso Alberghetti                                            |
| 1371 | október    | Mucciolino di Ciolo                                        | Bartolino di Giovanni di Bianco                                       |
| 1372 | április    | Corbello di Vita Giannini                                  | Mignone Bauto                                                         |
| 1372 | október    | Giovanni di Riguccio                                       | Martino di Guerolo Pistorj                                            |
| 1373 | április    | Ugolino di Giovanni                                        | Lunardino di Bernardo                                                 |
| 1373 | október    | Paolo di Ceccolo                                           | Antonio di Mula                                                       |
| 1374 | április    | Andrea di Nanne                                            | Guidino di Giovanni                                                   |
| 1374 | október    | Giovanni di Riguccio                                       | Gozio di Mucciolino                                                   |
| 1375 | április    | Ugolino di Giovanni                                        | Paolino di Giovanni di Bianco                                         |
| 1378 | április    | Lunardino di Bernardo                                      | Simone di Belluzzo                                                    |
| 1378 | október    | Gozio di Mucciolino                                        | Ondedeo di Tonso                                                      |
| 1380 | október    | Paolo di Ceccolo                                           | Bartolino di Antonio                                                  |
| 1381 | április    | Lunardino di Bernardo                                      | Samperino di Giovanni                                                 |
| 1381 | október    | Maxio di Tonso                                             | Niccolò di Giove                                                      |
| 1382 | április    | Ugolino di Giovanni                                        | Giovanni di Andrea                                                    |
| 1382 | október    | Giangio di Ceccolo                                         | Bernardo di Guerolo                                                   |
| 1383 | április    | Paolino di Giovanni di Bianco                              | Guidino di Foschino                                                   |
| 1383 | október    | Lunardino di Bernardo                                      | Giannino di Cavalluccio                                               |
| 1384 | április    | Samperino di Giovanni                                      | Martino di Guerolo de' Pistorj                                        |
| 1384 | október    | Paolo di Ceccolo                                           | Benetino di Fosco                                                     |
| 1386 | április    | Giovanni di Francesco                                      | Gozio di Mucciolino                                                   |
| 1390 | október    | Gozio di Mucciolino                                        | Bartolino di Antonio                                                  |
| 1391 | április    | Giovanni di Francesco                                      | Menguccio di Simonino                                                 |
| 1391 | október    | Maxio di Tonso                                             | Lunardino di Bernardo                                                 |
| 1392 | április    | Paolo di Ceccolo                                           | Simone di Belluzzo                                                    |
| 1392 | október    | Samperino di Giovanni                                      | Giannino di Cavalluccio                                               |
| 1393 | április    | Gozio di Mucciolino                                        | Antonio Tegna                                                         |
| 1393 | október    | Bartolino di Antonio                                       | Nicolò di Giove                                                       |
| 1394 | április    | Lunardino di Bernardo                                      | Martino di Guerolo de' Pistorj                                        |
| 1394 | október    | Ugolino di Giovanni                                        | Cecco di Alessandro                                                   |
| 1395 | április    | Vita di Corbello                                           | Giovanni di Andrea                                                    |
| 1395 | október    | Simone di Belluzzo                                         | Rigone di Giovanni                                                    |
| 1396 | április    | Samperino di Giovanni                                      | Giovanni di Francesco                                                 |
| 1396 | október    | Paolino di Giovanni di Bianco                              | Giovanni di Pasino                                                    |
| 1397 | április    | Bartolino di Antonio                                       | Giacomino di Paolo                                                    |
| 1397 | október    | Nicolò di Giove                                            | Marino di Ghino Fabbro                                                |
| 1398 | április    | Marino di Fosco                                            | Giovanni di Andrea                                                    |
| 1398 | október    | Gozio di Mucciolino                                        | Rigone di Giovanni                                                    |
| 1399 | április    | Giovanni di Guidino                                        | Simone di Belluzzo                                                    |
| 1399 | október    | Martino di Guerolo de' Pistorj                             | Antonio di Tegna                                                      |
| 1400 | április    | Paolino di Giovanni di Bianco                              | Francesco di Corbello                                                 |
| 1400 | október    | Ugolino di Giovanni                                        | Betto di Guerolo                                                      |
| 1401 | április    | Giovanni di Francesco                                      | Bettino di Paolo                                                      |
| 1401 | október    | Bartolino di Antonio                                       | Michelino di Paoluccio                                                |
| 1402 | április    | Gozio di Mucciolino                                        | Landolino di Nicolino                                                 |
| 1402 | október    | Simone di Menghino                                         | Rigone di Giovanni                                                    |
| 1403 | április    | Vita di Corbello                                           | Simone di Belluzzo                                                    |
| 1403 | október    | Martino di Guerolo de' Pistorj                             | Antonio Lunardini                                                     |
| 1404 | április    | Paolino di Giovanni Bianco                                 | Betto di Tura                                                         |
| 1404 | október    | Antonio di Tegna                                           | Antonio di Marino di Fosco                                            |
| 1405 | április    | Giovanni di Guidino (meghalt helyette Michele di Giovanni) | Bettino di Paolo                                                      |
| 1405 | október    | Marino di Ghino                                            | Foschino di Benedetto Madroni                                         |
| 1406 | április    | Giovanni di Francesco de' Pistorj                          | Giovanni di Nino de' Gherardi                                         |
| 1406 | október    | Antonio Lunardini                                          | Giovanni di Pasino                                                    |
| 1407 | április    | Gozio di Mucciolino                                        | Giovanni di Cecco di Alessandro                                       |
| 1407 | október    | Paolino di Giovanni di Bianco                              | Michelino di Paoluccio                                                |
| 1408 | április    | Bartolino di Antonio                                       | Michelino di Berardo                                                  |
| 1408 | október    | Simone di Menghino de' Calcigni                            | Benedetto di Tosetto                                                  |
| 1409 | április    | Giovanni di Francesco                                      | Giacomino di Paolo                                                    |
| 1409 | október    | Rigone di Giovanni                                         | Antonio di Tegna                                                      |
| 1410 | április    | Vita di Corbello                                           | Bettino di Paolo                                                      |
| 1410 | október    | Michelino di Paoluccio                                     | Sante Lunardini                                                       |
| 1411 | április    | Simone di Belluzzo                                         | Antonio di Marino di Fosco                                            |
| 1411 | október    | Paolo di Carbone                                           | Giovanni di Pasino Benvegnudi                                         |
| 1412 | április    | Simone di Menghino de' Calcigni                            | Foschino di Benedetto Madroni                                         |
| 1412 | október    | Antonio di Segna                                           | Giovanni di Ugolino di Giovanni                                       |
| 1413 | április    | Paolino di Giovanni di Bianco                              | Giovanni di Paolino Vitola                                            |
| 1413 | október    | Francesco di Bartoccino                                    | Michelino di Paoluccio                                                |
| 1414 | április    | Antonio Lunardini                                          | Antonio di Marino di Fosco                                            |
| 1414 | október    | Benedetto di Tosetto                                       | Michelino di Berardo                                                  |
| 1415 | április    | Bettino di Paolo                                           | Silvestro di Cecco                                                    |
| 1415 | október    | Paolino di Giovanni di Bianco                              | Antonio di Simone Belluzzi                                            |
| 1416 | április    | Antonio Lunardini                                          | Giovanni di Paolino Vitola                                            |
| 1416 | október    | Michelino di Paoluccio                                     | Giovanni di Pasino Benvegnudi                                         |
| 1417 | április    | Simone di Menghino Calcigni                                | Foschino di Benedetto Madroni                                         |
| 1417 | október    | Giovanni di Ugolino di Giovanni                            | Cecco di Marino di Fosco                                              |
| 1418 | április    | Sante Lunardini                                            | Bettino di Paolo                                                      |
| 1418 | október    | Antonio di Marino di Fosco                                 | Antonio di Tegna                                                      |
| 1419 | április    | Paolino di Giovanni di Bianco                              | Foschino di Benedetto Madroni                                         |
| 1419 | október    | Giovanni di Paolino Vitola                                 | Benedetto di Tosetto                                                  |
| 1420 | április    | Antonio di Tegna                                           | Cristofaro di Paolo Carboni                                           |
| 1420 | október    | Antonio di Marino di Fosco                                 | Antonio Giannini                                                      |
| 1421 | április    | Antonio di Simone Belluzzi                                 | Giovanni di Pasino Benvegnudi                                         |
| 1421 | október    | Bettino di Paolo                                           | Sante Lunardini                                                       |
| 1422 | április    | Cristofaro di Paolo Carboni                                | Antonio Giannini                                                      |
| 1422 | október    | Francesco di Bartoccino                                    | Antonio di Benedetto Tosetto                                          |
| 1423 | április    | Antonio Lunardini                                          | Simone di Menghino Calcigni                                           |
| 1423 | október    | Antonio di Marino Di Fosco                                 | Giovanni di Paolino Vitola                                            |
| 1424 | április    | Antonio di Tegna                                           | Antonio di Simone Belluzzi                                            |
| 1424 | október    | Sante Lunardini                                            | Baldassarre di Giovanni                                               |
| 1425 | április    | Giovanni di Paolino                                        | Antonio di Rigo                                                       |
| 1425 | október    | Antonio di Marino di Fosco                                 | Lorenzo di Piero                                                      |
| 1426 | április    | Francesco di Bartoccino                                    | Francesco di Simone Belluzzi                                          |
| 1426 | október    | Sante Lunardini                                            | Francesco di Betto                                                    |
| 1427 | április    | Cristofaro di Paolo                                        | Antonio di Benedetto                                                  |
| 1427 | október    | Giovanni di Pasino                                         | Andrea di Cecco                                                       |
| 1428 | április    | Antonio di Tegna                                           | Antonio di Marino di Fosco                                            |
| 1428 | október    | Sante Lunardini                                            | Antonio Giannini                                                      |
| 1429 | április    | Antonio di Rigo                                            | Andrea di Cecco                                                       |
| 1429 | október    | Antonio di Simone Belluzzi                                 | Giovanni di Pasino Benvegnudi                                         |
| 1430 | április    | Francesco di Simone Belluzzi                               | Giovanni di Antonio                                                   |
| 1430 | október    | Sante Lunardini                                            | Benetino di Paolino                                                   |
| 1431 | április    | Antonio di Simone Belluzzi                                 | Antonio di Rigo                                                       |
| 1431 | október    | Giovanni di Antonio                                        | Antonio di Bartolino                                                  |
| 1432 | április    | Luigi di Vita                                              | Baldassarre di Giovanni                                               |
| 1432 | október    | Sante Lunardini                                            | Tommaso di Antonio                                                    |
| 1433 | április    | Antonio di Simone Belluzzi                                 | Andrea di Cecco                                                       |
| 1433 | október    | Antonio di Benedetto                                       | Barnaba di Antonio Lunardini                                          |
| 1434 | április    | Andrea di Michelino                                        | Francesco di Betto                                                    |
| 1434 | október    | Benetino di Paolino                                        | Luigi di Vita                                                         |
| 1435 |            | Giovanni di Antonio Lunardini                              | Ciono di Giovanni                                                     |
| 1436 | április    | Antonio di Simone Belluzzi                                 | Antonio Giannini                                                      |
| 1436 | október    | Francesco di Simone Belluzzi                               | Michele di Giovanni                                                   |
| 1437 | április    | Andrea di Cecco                                            | Francesco di Bartolo                                                  |
| 1437 | október    | Francesco di Menghino                                      | Giovanni di Antonio                                                   |
| 1438 | április    | Niccolò di Michelino                                       | Barnaba di Antonio Lunardini                                          |
| 1438 | október    | Tommaso di Antonio                                         | Antonio di Simone Belluzzi                                            |
| 1439 | április    | Luigi di Vita                                              | Niccolò di Sabattino                                                  |
| 1439 | október    | Sante Lunardini                                            | Bianco di Antonio                                                     |
| 1440 | április    | Barnaba di Antonio Lunardini                               | Antonio Giannini                                                      |
| 1440 | október    | Antonio di Simone Belluzzi                                 | Giacomo d'Antonio Sammaritani                                         |
| 1441 | április    | Filippo di Giovanni Caccia                                 | Niccolò di Michelino                                                  |
| 1441 | október    | Marino Calcigni                                            | Tommaso di Antonio                                                    |
| 1442 | április    | Francesco di Simone Belluzzi                               | Cecco di Giovanni da Valle                                            |
| 1442 | október    | Michele di Giovanni di Pasino                              | Bianco di Antonio                                                     |
| 1443 | április    | Barnaba di Antonio Lunardini                               | Mengo di Antonio                                                      |
| 1443 | október    | Luigi di Vita                                              | Menghino di Francesco Calcigni                                        |
| 1444 | április    | Francesco di Niccolò                                       | Giacomo d'Antonio Sammaritani                                         |
| 1444 | október    | Antonio di Simone Belluzzi                                 | Cecco di Giovanni da Valle                                            |
| 1445 | április    | Niccolò di Michelino                                       | Bartolo di Francesco                                                  |
| 1445 | október    | Cristofaro di Paolo                                        | Antonio Giannini                                                      |
| 1446 | április    | Giacomo d'Antonio Sammaritani                              | Bartolo di Angelo di Ciono                                            |
| 1446 | október    | Bianco d'Antonio                                           | Cecco di Giovanni da Valle                                            |
| 1447 | április    | Menghino di Francesco Calcigni                             | Marino di Fosco (meghalt helyette Vita di Giovanni di Paolino)        |
| 1447 | október    | Francesco di Niccolò                                       | Filippo di Antonio Madroni                                            |
| 1448 | április    | Barnaba di Antonio Lunardini                               | Giacomo d'Antonio Sammaritani                                         |
| 1448 | október    | Baldassarre di Giovanni                                    | Cecco di Giovanni da Valle                                            |
| 1449 | április    | Bartolo di Angelo di Ciono                                 | Venturuccio di Lorenzo                                                |
| 1449 | október    | Bianco di Antonio                                          | Simone di Antonio Belluzzi                                            |
| 1450 | április    | Francesco di Simone Belluzzi                               | Matteo di Mucciolo (meghalt helyette Marino di Venturino)             |
| 1450 | október    | Menghino di Francesco Calcigni                             | Mengo di Antonio                                                      |
| 1451 | április    | Cecco di Giovanni da Valle                                 | Simone di Antonio Belluzzi                                            |
| 1451 | október    | Niccolò di Michelino                                       | Paolo di Angelo di Ciono                                              |
| 1452 | április    | Giacomo d'Antonio Sammaritani                              | Andrea di Cecco                                                       |
| 1452 | október    | Cecco di Giovanni da Valle                                 | Simone di Marino di Giovanni                                          |
| 1453 | április    | Simone di Antonio Belluzzi                                 | Bartolo di Michele                                                    |
| 1453 | október    | Menghino di Francesco Calcigni                             | Filippo di Antonio Madroni                                            |
| 1454 | április    | Bartolo di Antonio Tegna                                   | Girolamo di Francesco Belluzzi                                        |
| 1454 | október    | Cecco di Giovanni da Valle                                 | Francesco di Giuliano Righi                                           |
| 1455 | április    | Simone di Antonio Belluzzi                                 | Andrea di Cecco                                                       |
| 1455 | október    | Giacomo d'Antonio Samaritani                               | Bartolo di Giovanni di Casalino                                       |
| 1456 | április    | Girolamo di Francesco Belluzzi                             | Riccio di Andrea                                                      |
| 1456 | október    | Niccolò di Michelino                                       | Girolamo di Antonio                                                   |
| 1457 | április    | Bianco di Antonio                                          | Bartolo di Michele                                                    |
| 1457 | október    | Simone di Antonio Belluzzi                                 | Marino di Venturino                                                   |
| 1458 | április    | Girolamo di Francesco Belluzzi                             | Cecco di Giovanni da Valle                                            |
| 1458 | október    | Menghino di Francesco Calcigni                             | Andrea di Cecco (1459-ben meghalt helyette Bartolo di Michele Pasini) |
| 1459 | április    | Bianco di Antonio                                          | Bartolo di Antonio                                                    |
| 1459 | október    | Giacomo d'Antonio Sammaritani                              | Polinoro di Antonio Lunardino                                         |
| 1460 | április    | Marino di Venturino                                        | Riccio di Andrea                                                      |
| 1460 | október    | Cecco di Giovanni da Valle                                 | Simone di Marino di Giovanni                                          |
| 1461 | április    | Simone di Antonio Belluzzi                                 | Francesco di Giovanni Sabattini                                       |
| 1461 | október    | Menetto di Menetto Bonelli                                 | Bianco di Antonio                                                     |
| 1462 | április    | Bartolo di Antonio                                         | Marino di Antonio Giannini                                            |
| 1462 | október    | Giacomo di Antonio Sammaritani                             | Riccio di Andrea                                                      |
| 1463 | április    | Girolamo di Francesco Belluzzi                             | Maurizio di Antonio                                                   |
| 1463 | október    | Cecco di Giovanni da Valle                                 | Pasquino di Antonio                                                   |
| 1464 | április    | Marino Venturini                                           | Simone di Cecco di Benetto                                            |
| 1464 | október    | Simone di Antonio Belluzzi                                 | Giovanni Calcigni                                                     |
| 1465 | április    | Bianco di Antonio                                          | Paolo di Angelo di Ciono                                              |
| 1465 | október    | Bartolo di Antonio                                         | Simone di Baldo                                                       |
| 1466 | április    | Pasquino di Antonio                                        | Marino di Venturino                                                   |
| 1466 | október    | Girolamo di Francesco Belluzzi                             | Cecco di Giovanni da Valle                                            |
| 1467 | április    | Giacomo di Marino                                          | Riccio di Andrea                                                      |
| 1467 | október    | Simone di Antonio Belluzzi                                 | Maurizio di Antonio                                                   |
| 1468 | április    | Marino di Venturino                                        | Marino Giangi                                                         |
| 1468 | október    | Lodovico di Marino Calcigni                                | Cecco di Giovanni da Valle                                            |
| 1469 | április    | Bianco di Antonio                                          | Simone di Marino di Giovanni                                          |
| 1469 | október    | Bartolo di Antonio                                         | Menetto di Menetto Bonelli                                            |
| 1470 | április    | Girolamo di Francesco Belluzzi                             | Paolo di Angelo di Ciono                                              |
| 1470 | október    | Fabrizio di Pier Leone Corbelli                            | Riccio di Andrea                                                      |
| 1471 | április    | Giacomo di Marino                                          | Cecco di Giovanni da Valle                                            |
| 1471 | október    | Giacomo d'Antonio Sammaritani                              | Marino di Venturino                                                   |
| 1472 | április    | Maurizio di Antonio                                        | Sabatino di Bianco                                                    |
| 1472 | október    | Girolamo di Francesco Belluzzi                             | Simone di Antonio Belluzzi                                            |
| 1473 | április    | Cecco di Giovanni da Valle                                 | Serafino di Michele                                                   |
| 1473 | október    | Menetto di Menetto Bonelli                                 | Sabatino di Bianco                                                    |
| 1474 | április    | Bartolo di Antonio                                         | Pasquino di Antonio                                                   |
| 1474 | október    | Serafino di Michele                                        | Marino d'Antonio Giannini                                             |
| 1475 | április    | Simone di Antonio Belluzzi                                 | Simone di Cecco di Benetto                                            |
| 1475 | október    | Antonio di Marino                                          | Simone di Marino di Giovanni                                          |
| 1476 | április    | Bianco di Antonio                                          | Giovanni di Menghino Calcigni                                         |
| 1476 | október    | Bartolo di Antonio                                         | Marino di Venturino                                                   |
| 1477 | április    | Simone di Cecco Benetto                                    | Marino di Antonio Giannini                                            |
| 1477 | október    | Simone di Antonio Belluzzi                                 | Lodovico di Michele Pasini                                            |
| 1478 | április    | Giovanni di Menghino Calcigni                              | Simone di Marino di Giovanni                                          |
| 1478 | október    | Marino di Venturino                                        | Sabatino di Bianco                                                    |
| 1479 | április    | Antonio di Marino                                          | Evangelista di Girolamo Belluzzi                                      |
| 1479 | október    | Menetto di Menetto Bonelli                                 | Fabrizio di Pier Leone Corbelli                                       |
| 1480 | április    | Riccio di Andrea                                           | Marino Samaritani                                                     |
| 1480 | október    | Evangelista di Girolamo Belluzzi                           | Antonio di Polinoro Lunardini                                         |
| 1481 | április    | Marino di Venturino                                        | Fabrizio di Pier Leone Corbelli                                       |
| 1481 | október    | Bartolo di Antonio                                         | Maurizio di Antonio Lunardini                                         |
| 1482 | április    | Simone di Antonio Belluzzi                                 | Marino Sammaritani                                                    |
| 1482 | október    | Evangelista di Girolamo Belluzzi                           | Antonio di Polinoro Lunardini                                         |
| 1483 | április    | Antonio di Marino                                          | Marino di Antonio Giannini                                            |
| 1483 | október    | Giovanni di Menghino Calcigni                              | Antonio di Girolamo                                                   |
| 1484 | április    | Riccio di Andrea di Antonio                                | Simone di Marino di Giovanni                                          |
| 1484 | október    | Giacomo di Marino                                          | Marino Giangi                                                         |
| 1485 | április    | Maurizio di Antonio Lunardini                              | Bartolo di Pasquino                                                   |
| 1485 | október    | Sabatino di Bianco                                         | Cristoforo di Cecco di Vita                                           |
| 1486 | április    | Menetto di Menetto Bonelli                                 | Valente di Paolo                                                      |
| 1486 | október    | Antonio di Bianco                                          | Marino Sammaritani                                                    |
| 1487 | április    | Evangelista di Girolamo Belluzzi                           | Marino di Simone Muccioli                                             |
| 1487 | október    | Simone di Antonio Belluzzi                                 | Antonio di Polinoro Lunardini                                         |
| 1488 | április    | Bartolo di Antonio                                         | Fabrizio di Pier Leone Corbelli                                       |
| 1488 | október    | Simone di Antonio Belluzzi                                 | Francesco di Antonio di Anastasio                                     |
| 1489 | április    | Giacomo di Marino                                          | Antonio di Girolamo                                                   |
| 1489 | október    | Marino di Antonio Giannini                                 | Gabriele di Bartolo                                                   |
| 1490 | április    | Antonio di Maurizio Lunardini                              | Sabatino di Bianco                                                    |
| 1490 | október    | Giovanni di Menghino Calcigni                              | Marino Giangi                                                         |
| 1491 | április    | Antonio di Bianco                                          | Marino di Simone Muccioli                                             |
| 1491 | október    | Menetto di Menetto Bonelli                                 | Matteo Tura                                                           |
| 1492 | április    | Riccio di Andrea                                           | Fabrizio di Pier Leone Corbelli                                       |
| 1492 | október    | Cristoforo di Cecco di Vita                                | Bonifazio di Andrea                                                   |
| 1493 | április    | Evangelista di Girolamo Belluzzi                           | Valente di Paolo                                                      |
| 1493 | október    | Menetto di Menetto Bonelli                                 | Francesco di Antonio di Anastasio                                     |
| 1494 | április    | Antonio di Girolamo                                        | Marino di Simone Muccioli                                             |
| 1494 | október    | Antonio di Maurizio Lunardini                              | Marino di Niccolò di Giovanetto                                       |
| 1495 | április    | Evangelista di Girolamo Belluzzi                           | Antonio di Polinoro Lunardini                                         |
| 1495 | október    | Marino di Antonio Giannini                                 | Antonio di Simone Belluzzi                                            |
| 1496 | április    | Fabrizio di Pier Leone Corbelli                            | Sabatino di Bianco                                                    |
| 1496 | október    | Cristofaro di Cecco di Vita                                | Bonifazio di Andrea                                                   |
| 1497 | április    | Antonio di Bianco                                          | Andrea di Giorgio Loli                                                |
| 1497 | október    | Matteo Tura                                                | Antonio di Bartolomeo                                                 |
| 1498 | április    | Giovanni di Menghino Calcigni                              | Valente di Paolo                                                      |
| 1498 | október    | Antonio di Girolamo                                        | Marino di Antonio Giannini                                            |
| 1499 | április    | Marino di Niccolò di Giovanetto                            | Antonio di Maurizio Lunardini                                         |
| 1499 | október    | Cristoforo di Cecco di Vita                                | Bonifazio di Andrea                                                   |
| 1500 | április    | Menetto di Menetto Bonelli                                 | Antonio di Maurizio Lunardini                                         |
| 1500 | október    | Francesco di Girolamo Belluzzi                             | Simone di Antonio Belluzzi                                            |

## További cikkek
- San Marino
- San Marino régenskapitányainak listája 2001–2100
- San Marino régenskapitányainak listája 1901–2000
- San Marino régenskapitányainak listája 1701–1900
- San Marino régenskapitányainak listája 1501–1700